# 福伊克斯河
41°25′20″N 1°33′55″E / 41.42222°N 1.56528°E

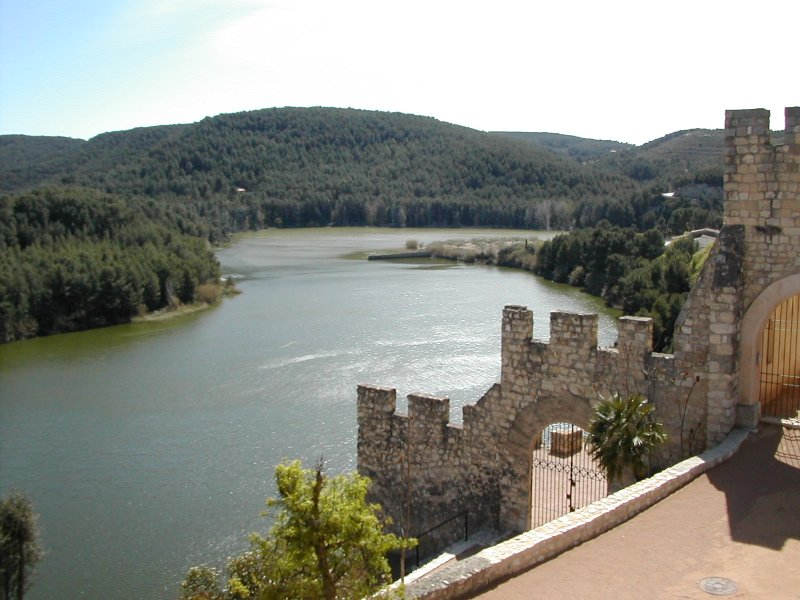
福伊克斯河

福伊克斯河（西班牙語：Río Foix）是西班牙的河流，位於該國東北部加泰羅尼亞，河道全長41公里，流域面積312平方公里，平均流量每秒0.28立方米，最終注入地中海。